# Тризол
Тризол — раствор, используемый для экстракции РНК, ДНК или белков, в соответствии с методикой Хомчинского. Полное название метода — гуанидин тиоцианат-фенол-хлороформная экстракция. Во время гомогенизации ткани тризол одновременно поддерживает целостность РНК и способствует разрушению клеток и их компонентов.
Также тризол является торговой маркой фирмы Invitrogen.
Тризол светочувствителен, поэтому его часто хранят в посуде тёмного стекла, завёрнутой в фольгу, при температуре ниже комнатной.
Внешним видом тризол напоминает ярко розовый сироп от кашля. Обладает сильным запахом — фенола и гуанидин тиоцианата.

## Внешние ссылки
- Выделение РНК c тризолом, протокол на molbiol.ru
- RNA extraction using trizol protocol on OpenWetWare